# Bababuddinia
Bababuddinia är ett släkte av insekter. Bababuddinia ingår i familjen gräshoppor.
Kladogram enligt Catalogue of Life:
| Bababuddinia | \| \| Bababuddinia bizonata \| \| \| \| \| \| Bababuddinia dimorpha \| \| \| \| |
|              | \| \| Bababuddinia bizonata \| \| \| \| \| \| Bababuddinia dimorpha \| \| \| \| |
|              | Bababuddinia bizonata                                                           |
|              |                                                                                 |
|              | Bababuddinia dimorpha                                                           |
|              |                                                                                 |